# Кристиан Ернст фон Шьонбург
Кристиан Ернст фон Шьонбург-Хинтерглаухау (на немски: Christian Ernst Graf von Schönburg-Hinterglauchau; * 9 октомври 1655; † 14 април 1718) е граф и господар на Шьонбург-Хинтерглаухау, Роксбург (днес в Лунценау) и Ремзе в Курфюрство Саксония.

## Произход и управление
Той е големият син на граф Готфрид Ернст фон Шьонбург-Ремзе (1623 – 1679) и съпругата му Агнес Беата фон Шьонбург-Цшилен (1636 – 1687), дъщеря на Кристиан фон Шьонбург-Цшилен (1598 – 1664) и Агнес фон Шьонбург-Глаухау (1606 – 1643). По-малкият му брат Август Ернст фон Шьонбург-Роксбург (* 26 юли 1666; † 11 август 1729) е женен за графиня Мария Елизабет фон Шьонбург-Хартенщайн (* 13 януари 1670; † 2 февруари 1737). Потомък е на фрайхер Волф III фон Шьонбург-Глаухау (1536 – 1612) и фрайин Елизабет фон Чернембл (1563 – 1601).
Ветините дават през 1543 г. господството Пениг на фамилията Шьонбург. Фамилията поема прекратения манастир Ремзе през 1533 г.
Кристиан Ернст основава през 1679/80 г. град Ернстал (от 1898 г. Хоенщайн-Ернстал), наречен на него и на брат му Август Ернст фон Шьонбург. През 1687 г. Ернстал получава права на град.
Кристиан Ернст фон Шьонбург-Хинтерглаухау умира на 14 април 1718 г. на 62 години.

## Фамилия
Първи брак: на 24 ноември 1679 г. сфрайин Юлиана Мария фон Шьонбург-Хартенщайн-Глаухау (* 8 декември 1645; † 23 април 1683), дъщеря на фрайхер Ото Албрехт фон Шьонбург-Хартенщайн (1601 – 1681) и графиня Ернестина Ройс фон Плауен (1618 – 1650). Те имат децата:
- Ото Ернст фон Шьонбург (* 12 декември 1681; † 8 декември 1746), граф и господар на Шьонбург-Хинтерглаухау, женен на 24 октомври 1710 г. за графиня Вилхелмина Кристиана фон Золмс-Зоненвалде (* 27 септември 1692; † 9 май 1772)
- Ернестина Беата (* 27 април 1683; † 10 януари 1684)

Втори брак: на 6 април 1686 г. с Урсула Лудмила фон Райзвиц, фрайин фон Кадерцин и Грабовка (* 25 май 1665; † 22 септември 1720). Те имат децата:
- Кристиан Ернст (* 3 март 1687; † 24 март 1707)
- Беата Елеонора (* 29 април 1688; † 12 април 1736)
- Готфрид Ернст фон Шьонбург-Ремзе (* 12 септември 1689; † 7 декември 1747), женен за Елеонора Поликсена Лойтрум фон Ертинген (* 1682; † 10 май 1752)
- Волф Ернст (* 7 декември 1694; † 30 май 1739), женен за Магдалена Елеонора фон Буксдорф († 20 февруари 1777)
- Йохан Хайнрих (* 24 юни 1696; † 20 август 1738)
- Юлиана София (* 23 ноември 1697; † 25 февруари 1743)
- Густав Ернст (* 5 август 1699; † 5 януари 1749)
- Готлиб Ернст (* 14 юни 1701; † 4 ноември 1757)
- Хайнрих Ернст (* 13 декември 1703; † 3 юли 1704)